# Földi László (politikus)
Földi László (Abony, 1952. szeptember 7.) magyar politikus.

## Életrajza
Szülőhelyén járt a Szelei úti (ma Somogyi Imre) általános iskolában, majd a Kinizsi Pál Gimnáziumban érettségizett. Biológia-földrajz szakos tanári diplomáját a nyíregyházi Bessenyei György Tanárképző Főiskolán szerezte.
1979-től beosztott nevelőként dolgozott a Tápiószelei Általános Iskolában, majd 1993-tól a ceglédi Mészáros Lőrinc Katolikus Általános Iskola igazgatóhelyettese volt. 1995-től 2006. október 1-jéig ugyanitt igazgatóként működött.
1990 és 1998 között Pest megye Önkormányzatának tagja volt, az Ifjúsági és Sport Bizottságot hét évig vezette, 1998 és 2002 között pedig a ceglédi Sport Bizottság külsős tagja volt. 2002 és 2006 között mint a ceglédi Művelődési és Oktatási Bizottságnak külsős tagja tevékenykedett, 2005 márciusától pedig a Fidesz – Magyar Polgári Szövetség Pest megye 15. sz. választókerületének elnöki tisztét látta el. 2006 tavaszán Pest Megye 15. sz. választókerületében a Fidesz-KDNP országgyűlési képviselőjelöltje volt.
A 2006 őszén választották meg Cegléd polgármesterének, 2006 novemberétől pedig a Ceglédi Többcélú Kistérségi Társulás elnöke. A Pest megyei Kistérségi Egyeztető Fórum elnöke, valamint feladatot lát fel Pest Megye Közgyűlésében az Önkormányzati Bizottságban is.
2010. április 11-én Pest megye 15. számú választókerületében a Fidesz–KDNP jelöltje volt, 53,83%-kal választották országgyűlési képviselővé.
A 2014. évi országgyűlési választásokon 44,05%-kal tett szert képviselői mandátumra Pest megye 12. számú választókerületében.
2014-től a Mezőgazdasági bizottság, az Erdészeti albizottság és a Mezőgazdasági bizottság feladatkörébe tartozó törvények végrehajtását, társadalmi és gazdasági hatását, egyúttal a deregulációs folyamatokat figyelemmel kísérő albizottság (Ellenőrző albizottság) tagja.
Nős, négy gyermek édesapja.